# Municipalità locale di Jozini
Jozini è una municipalità locale (in inglese Jozini Local Municipality) appartenente alla municipalità distrettuale di Umkhanyakude della provincia di KwaZulu-Natal in Sudafrica. 
In base al censimento del 2001 la sua popolazione è di 184.049 abitanti.
La sede amministrativa e legislativa è la città di Jozini e il suo territorio si estende su una superficie di 3.056 km² ed è suddiviso in 17 circoscrizioni elettorali (wards). Il suo codice di distretto è KZN272.

## Geografia fisica
La Municipalità locale di Jozini si estende sulla parte meridionale dei Monti Lebombo, nel nord-ovest della provincia del KwaZulu-Natal al confine con l'eSwatini.

### Confini
La municipalità locale di Jozini confina a nord e a ovest con l'eSwatini, a nord con il Mozambico,a est con quelle di Umhlabuyalingana e Big 5 False bay, a est con il  District Management Areas KZDMA27,a sud con quella  di Hlabisa e a ovest con quella di uPhongolo e Nongoma (Zululand).

### Città e comuni
- Bayala
- Ingwavuma
- Jozini
- Manukuza/Jobe
- Mathenjwa
- Mkuze
- Myeni/Ngwenya
- Myeni/Ntsinde
- Ndumo
- Ndumu Game riserve
- Nyawo
- Mngomezulu
- Sqakatha
- Ubombo

### Fiumi
- Great Usutu
- Lubambo
- Mduna
- Msunduzi
- Nawavuma
- Ngwavuma
- Mkuze
- Nlambongwenya
- Mfongosi
- Mfonos
- Msunduzi
- Pongolo

### Dighe
- Pongolapoort Dam